# حوزة حقاني
حوزة حقاني أو مدرسة حقاني هي مدرسة فكرية شيعية في إيران مقرها في مدينة قم المقدسة وكان يرأسها سابقًا آية الله محمد تقي مصباح اليزدي، وهو عالم لاهوتي مؤثر. يعود أصل الحوزة الحقانية إلى الحوزة العلمية التي تأسست عام 1964 م، والتي كانت تسمى سابقًا المنشرية. بعد اغتيال آية الله قدوسي وبهشتي، وهما اثنان من الأعضاء البارزين في الحوزة، في عام 1981 م، غيرت الحوزة اسمها إلى مدرسة شهيدان (مدرسة الشهداء).

## التاريخ
تأسست مدرسة حقاني على يد آية الله القدوسي، وآية الله مصباح اليزدي، وآية الله أحمد الجنتي، وآية الله البهشتي، وآية الله صدوقي، وآية الله الطالقاني. وقد صُممَت في الأصل في إطار جهد إصلاحي لتعزيز ثقل الفلسفة في مناهج الحوزة العلمية. ولهذا الغرض، كُلف العلامة الطباطبائي، والد زوجة آية الله القدوسي، بكتابة عملين تمهيديين، أكملهما عام 1970 م (بداية الحكمة) و1975 م (نهاية الحكمة).
اقتداءً بدار التبليغ والإرشاد التابعة لشريعتمداري، والتي كانت قد افتتحت قسمًا للفتيات قبل عامين، افتتحت الحوزة العلمية الحقانية في عام 1975 م مدرسةً للفتيات، تُسمى مكتب التوحيد، حتى تتمكن النساء من الحصول على التعليم الحوزوي أيضًا. في عامها الأول، ضمّت مدرسة الفتيات ثلاثين طالبة وخمس معلمات.
واليوم، تقوم المدرسة بتدريب رجال الدين باستخدام المناهج التقليدية والحديثة، بما في ذلك التعليم العلماني في العلوم والطب والسياسة والفلسفة الغربية والإسلامية.
وُصفت الحوزة الحُقّانية بأنها "أشبه ما تكون بالمدرسة الوطنية للإدارة التابعة للجمهورية الإسلامية"، حيث يُشكّل خريجوها "العمود الفقري للطبقة الإدارية الدينية التي تُدير أبرز المؤسسات السياسية والأمنية في إيران." ويُقال إنه من الشائع خلال الانتخابات الإيرانية أن يزور المرشحون مدينة قم لـ"إبداء الاحترام" لقادة الحوزة الحُقّانية و"نيل بركتهم". وتشير مصادر أخرى إلى أن "معظم المنتسبين إلى الحُقّانية يعملون إما في القوات الأمنية أو في الجيش."
بحسب الصحفي تيم روتن، فإن: "الحوزة الحقّانية تُعدّ مدرسة عدوانية بشكل خاص من مدارس الإسلام الشيعي الراديكالية، تعيش في حالة ترقّب دائم لظهور المهدي الوشيك، وهو بمثابة المخلّص في الإسلام، الذي سيأتي ليملأ الأرض قسطًا وعدلًا — مع جلبه للحكم الإسلامي الشامل — إلى العالم بأسره... ويعتقد أعضاء هذه المدرسة أنهم مطالبون بالعمل في نشر الإسلام والعمل على ضمان أمن الدول الإسلامية - السنية والشيعية - من الدول الغربية."

## الأعضاء
كان علماء الدين والشخصيات السياسية في إيران بعد الثورة مرتبطين (كمعلمين أو طلاب) بالحوزة الحقانية أو اتبعوا أيديولوجيتها:
 
- الفيلسوف أحمد أحمدي
- عبد الله الجوادي الآملي
- آية الله محمد بهشتي (رئيس سابق للسلطة القضائية)
- غلام حسين محسني أجئي (رئيس السلطة القضائية الحالي ووزير الاستخبارات السابق)
- علي فلاحيان (وزير الاستخبارات الأسبق)
- روح الله حسينيان (نائب سابق في البرلمان)
- أحمد جنتي (رئيس مجلس صيانة الدستور الحالي)
- غلام حسين كرباسجي (رئيس بلدية طهران الأسبق، غير نشط سياسيًا منذ منتصف التسعينيات)
- أحمد خاتمي (إمام جمعة طهران الحالي)
- مصطفى بورمحمدي (وزير الاستخبارات الأسبق)
- محمد ري‌شهري (وزير الاستخبارات الأسبق والمدعي العام لمحكمة رجال الدين الخاصة[الإنجليزية])
- يوسف صانعي
- حسين شريعتمداري
- علي يونسي (وزير الاستخبارات الأسبق)
- مجتبى ذو النور

كان آية الله محمد تقي مصباح اليزدي (مؤسس المدرسة الحقاني) المرشد الأيديولوجي والمرشد الروحي للرئيس السابق محمود أحمدي نجاد.

## طالع أيضًا
- جمعية الحجتية
- جرائم القتل المتسلسلة في إيران[الإنجليزية]
- تاريخ الإسلام الأصولي في إيران
- مجلس نشر أفكار محمود أحمدي نجاد
- جمعية مدرسي الحوزة العلمية في قم